# Innergemeinschaftliches Dreiecksgeschäft
Das innergemeinschaftliche Dreiecksgeschäft (in Österreich nur Dreiecksgeschäft, englisch triangular transaction) ist eine Vereinfachungsregelung des europäischen Mehrwertsteuerrechts. Sie ist auf innergemeinschaftliche Reihengeschäfte anwendbar und mindert die Verwaltungslast für den darin als mittlerer Unternehmer Beteiligten. Mittelbar soll so der Handel im europäischen Binnenmarkt gefördert werden.
Das legale innergemeinschaftliche Dreiecksgeschäft ist von illegalen Karussellgeschäften zu unterscheiden.

## Bedeutung
Das europäische Mehrwertsteuerrecht basiert im Kern auf der Mehrwertsteuer-Systemrichtlinie (MwStSystRL). Sie gibt jedoch nur den Rahmen vor, innerhalb dessen die Gesetzgeber der einzelnen Mitgliedstaaten ihr nationales Mehrwertsteuerrecht auszugestalten haben. Auch die insbesondere in Art. 141 und 197 der MwStSystRL getroffenen Regelungen zum innergemeinschaftlichen Dreiecksgeschäft lassen so viel Umsetzungsspielraum, dass sich die nationalen Regelungen der Mitgliedstaaten in einigen Punkten deutlich unterscheiden.
Im deutschen Recht ist das innergemeinschaftliche Dreiecksgeschäft im § 25b des Umsatzsteuergesetzes (UStG) umgesetzt, im österreichischen Recht in Art. 25 der Binnenmarktregelung (BMR).

## Voraussetzungen
Die Vereinfachung ist anwendbar, wenn ein Reihengeschäft mit einer Warenbewegung zwischen zwei Mitgliedsstaaten der Europäischen Union hinweg ausgeführt wird. Grundsätzlich ist die Vereinfachungsregelung nur dann anzuwenden, wenn das Reihengeschäft von genau drei Unternehmern ausgeführt wird und die erste Lieferung im Reihengeschäft – vom ersten Unternehmer an den zweiten Unternehmer – als die bewegte Lieferung und somit als die innergemeinschaftliche Lieferung ausgeführt wird.
Für den mittleren Unternehmer führt das zu einem innergemeinschaftlichen Erwerb im Zielstaat und einer anschließenden steuerpflichtigen Inlandslieferung. Nach den normalen Grundsätzen des europäischen Umsatzsteuerrechts müsste der mittlere Unternehmer in der Reihe in dem Staat des Erwerbs Umsatzsteuererklärungen abgeben, weil grundsätzlich sowohl der von ihm ausgeführte innergemeinschaftliche Erwerb als auch die anschließende Inlandslieferung im Zielstaat zur Verpflichtung einer Abgabe von Steuererklärungen in allen betreffenden – also bis zu 28 – EU-Mitgliedstaaten führt, was einen fast untragbaren Verwaltungsaufwand mit sich führen kann.
Die Vereinfachung besteht darin, dass zum einen der innergemeinschaftliche Erwerb am Ende der Warenbewegung im Rahmen der ersten Lieferung im anderen Mitgliedstaat als besteuert gilt, zum anderen die Steuerschuld für die folgende Inlandslieferung auf den Abnehmer übertragen wird. Damit vermeidet der mittlere Unternehmer eine steuerliche Registrierung im Zielstaat und sieht sich nur Meldepflichten in demjenigen Staat ausgesetzt, dessen Umsatzsteuer-Identifikationsnummer er verwendet, wo er folglich steuerlich bereits erfasst ist und ohnedies Umsatzsteuererklärungen abzugeben hat.
Voraussetzungen für ein Dreiecksgeschäft nach deutschem Rechtsverständnis:
- Es sind genau 3 Unternehmen beteiligt, die über denselben Gegenstand ein Liefergeschäft abschließen.
- Der Gegenstand wird im Rahmen der Lieferung des ersten Unternehmers an den zweiten Unternehmer von einem Mitgliedstaat der Europäischen Union in einen anderen Mitgliedstaat der Europäischen Union bewegt (§ 3 Abs. 6 Satz 5 UStG).
- Die 3 Unternehmer verwenden Umsatzsteuer-Identifikationsnummern, die von drei verschiedenen Mitgliedsstaaten ausgegeben wurden.
- Die erste Lieferung wird als innergemeinschaftliche Lieferung ausgeführt. Die zweite Lieferung ist eine Inlandslieferung im Mitgliedsstaat, in dem die Beförderung endet (§ 3 Abs. 7 Satz 2 Nr. 2 UStG).

Beispiel:
Unternehmer B bestellt bei Unternehmer A eine Maschine mit dem Auftrag, diese direkt an seinen Kunden C zu liefern. Der mittlere Unternehmer führt also eine Bestellung aus, ohne je im Besitz der Maschine gewesen zu sein. Ebenfalls möglich ist, dass B die Waren bei A abholt und an C ausliefert. Keinesfalls darf C im eigenen Namen als letzter Unternehmer die Waren selbst abholen. Dann liegt keine innergemeinschaftliche Lieferung zwischen dem ersten und dem zweiten Unternehmer vor. Vielmehr ist die Warenbewegung der zweiten Lieferung zuzuordnen, so dass zwischen dem zweiten und dem dritten Unternehmer die innergemeinschaftliche Lieferung vorliegt. Dann müsste sich der zweite Unternehmer im Staat bei Beginn der Lieferung registrieren lassen.

## Rechnungstellung, Nachweisführung und Meldung
Der mittlere Beteiligte hat eine Rechnung zu erstellen, in der er auf das Vorliegen eines innergemeinschaftlichen Dreiecksgeschäfts hinzuweisen hat (§ 14a (7) UStG). Der Hinweis ist materiell-rechtliche Voraussetzung beim innergemeinschaftlichen Dreiecksgeschäft und kann nicht später durch Ergänzung berichtigt werden.
Es sind die folgenden Nachweise zu führen und Meldungen zu erstatten (§ 25b UStG):
- Der erste Unternehmer hat die Nachweise für die innergemeinschaftliche Lieferung an den zweiten Unternehmer zu führen.
- Der zweite Unternehmer hat mit Hilfe der Umsatzsteueridentifikationsnummer die Unternehmereigenschaft des letzten Abnehmers zu überprüfen.
- Der zweite Unternehmer hat an den letzten Abnehmer eine Rechnung mit dem Hinweis auf ein innergemeinschaftliches Dreiecksgeschäft und den Übergang der Steuerschuldnerschaft auf den letzten Unternehmer zu stellen.
- Der zweite Unternehmer hat in seiner zusammenfassenden Meldung die Lieferung an den letzten Abnehmer anzugeben und dieses als innergemeinschaftliches Dreiecksgeschäft zu bezeichnen.

Bei Geschäften mit mehr als drei Unternehmern sind die Vorschriften über das innergemeinschaftlich Dreiecksgeschäft nur im Verhältnis zwischen drei aufeinanderfolgenden Unternehmern anzuwenden. Die übrigen Unternehmer führen entweder am Beginn oder am Ende der Warenbewegung eine steuerpflichtige Inlandslieferung aus.

## Umsetzung in einzelnen Ländern und deren Besonderheiten

### Allgemein
Manche EU-Länder schränken die Anwendung der Regelung ein, indem sie die Voraussetzung des Art. 141 Bst. a) MwStSystRL besonders streng auslegen. Der Wortlaut der Vorschrift besagt, dass ein innergemeinschaftliches Dreiecksgeschäft nur vorliegt, wenn der Erwerb von Gegenständen im Mitgliedstaat des Warenempfangs durch einen Steuerpflichtigen (den mittleren Beteiligten) bewirkt wird, der dort nicht niedergelassen ist. Unter niedergelassen (in der englischen Fassung: established, in der französischen Fassung: etabli) verstehen diese Mitgliedstaaten dabei bereits die bloße Erteilung einer Umsatzsteuer-Identifikationsnummer durch die Finanzbehörden dieses Staates. Da die Regelung des innergemeinschaftlichen Dreiecksgeschäfts der Vereinfachung dient, sehen diese Staaten keinen Grund sie auf Unternehmer anzuwenden, die im Bestimmungsland registriert sind. Denn diese können ihre administrativen Pflichten ohne den Mehraufwand erfüllen, der durch die Vereinfachung vermieden werden soll. Zu der Gruppe von Mitgliedstaaten, die diese strenge Ansicht vertreten, gehören Bulgarien, Dänemark, Estland, Luxemburg, Malta, Österreich, Portugal, Slowakei, Spanien, Tschechien, Zypern und vor dem Brexit das Vereinigte Königreich. Endet die Warenbewegung in einem dieser Länder, kann die Vereinfachung dann nicht durch den mittleren Unternehmer in Anspruch genommen werden, wenn dieser über eine eigene Umsatzsteuer-Identifikationsnummer aus diesem Mitgliedstaat verfügt.

### Österreich
- Der mittlere Unternehmer darf keinen Wohnsitz oder Sitz im Bestimmungsland haben (Art. 25 Abs. 3 lit. a) UStG).
- Nach Ansicht des österr. BMF darf der Erwerber nicht einmal eine Registrierung (UID-Nummer) im Bestimmungsland haben (RZ 4294 UStR).
- Eine umsatzsteuerliche Registrierung des mittleren Unternehmers im Ursprungsland ist für die Anwendbarkeit der Dreiecksgeschäftregelung allerdings unschädlich (Wartungserlass vom 4. November 2015, RZ 4294 UStR).
- Kein Dreiecksgeschäft liegt vor, wenn der mittlere Unternehmer den Liefergegenstand beim ersten Unternehmer selbst abholt oder abholen lässt, da in diesem Fall der Erwerb (bzw. die Verschaffung der Verfügungsmacht) nicht im Inland, sondern im Ursprungsland stattfindet. (Art. 25 Abs. 3 lit. b) UStG, RZ 4295 UStR).